# Chiesa di Santa Lucia alla Badia
La chiesa di Santa Lucia alla Badia è una chiesa di Siracusa, situata in piazza Duomo e dedicata alla Santa Patrona siracusana.

## Storia
All'origine sede di un monastero del XV secolo, venne interamente distrutta dal terremoto del 1693, e la ricostruzione è da attribuire alla madre badessa delle suore cistercensi tra il 1695 ed il 1703, l'architetto Luciano Caracciolo ne diresse i lavori.
Nel 1625 lo scrittore e viaggiatore Pietro Della Valle, giunto a Siracusa, venne a visitare le monache della chiesa. Avendo con sé delle donne abbigliate all'orientale la cosa destò molta curiosità:
(Pietro Della Valle)

## Descrizione

### Facciata
La facciata, precedentemente sulla stretta via Picherali che conduce alla fonte Aretusa, e adesso rivolta verso la piazza, è a due ordini sovrapposti separati dalla trabeazione con balconata munita di ringhiera decorata in ferro battuto.
L'ordine inferiore è caratterizzato dalla presenza del portale barocco al centro, inquadrato da colonne tortili che ne sorreggono il frontone decorato con simboli del martirio della Santa, ai cui lati vi sono stemmi reali spagnoli. Lesene in stile pseudo-ionico, fanno parte dell'ordine inferiore del prospetto
Nell'ordine superiore sono presenti ancora lesene, più snelle e in stile pseudo-corinzio, ispirate allo stile rococò.
La facciata raggiunge un'altezza complessiva di circa 25 m. Sulla sommità vi è un frastagliato fastigio con teste di putti e la croce, attualmente rimossa in quanto pericolante.

### Incisioni di Via Picherali
In uno studio svolto nel 2016 si individuarono diverse incisioni murarie presenti nel muro di Via Picherali. Si tratta di navi e altri simboli lasciati dai pescatori e naviganti. Una delle imbarcazioni è certamente un vascello, tipico della fine del 1700, individuabile grazie alla poppa troncata dove è possibile notare 4 finestre. Può forse trattarsi del vascello dell'ammiraglio Horatio Nelson che nel 1798 approdò nel porto grande di Siracusa con la sua imponente flotta.

### Interno
L'interno è a navata unica decorata da quattro altari barocchi del 1705, nella volta si trovano gli affreschi del 1783 che rappresentano il Trionfo di Santa Lucia. Il presbiterio ha la copertura con cupola sulla cima del tempio.
Nell'abside, dietro l'altare maggiore, si trovava la grande tela del "Seppellimento di S. Lucia" dipinta nel 1608 dal Caravaggio, nel suo soggiorno siracusano; il quadro, originariamente sull'altare della chiesa di Santa Lucia al Sepolcro, dopo una serie di importanti restauri, è stato prima esposto presso la galleria di palazzo Bellomo  poi collocato nella chiesa di Santa Lucia alla Badia fino al 2020 quando è ritornato nella chiesa di Santa Lucia al Sepolcro nel quartiere Borgata.
Alla chiesa appartiene l'importante Paliotto d'altare in argento commissionato da Suor Maria Alagona, badessa del Monastero di Santa Lucia, nel 1726 all'argentiere di origine messinese Francesco Tuccio che lo realizza entro il 1729 sulla scorta dei disegni dell'architetto Pompeo Picherali.